# 列子
列子（れっし）は、中国戦国時代の諸子百家の一人列禦寇（れつぎょこう）の尊称。または、その列禦寇の著書とされる道家の文献を指す。後世の道教では『冲虚至徳真経』ともいう。

## 列禦寇
列禦寇は、『荘子』など先秦の書物に度々登場するが、『史記』には伝記がなく、実在を疑う向きもある。
鄭の圃田（現在の河南省鄭州市）の出身とされる。同市には列禦寇をまつる墓（列子祠）がある。

## 『列子』
多くの寓言や伝説により道家的思想を伝える。由来する成語に「杞憂」「愚公移山」「男尊女卑」「疑心暗鬼」がある。湯問篇にはロボットのようなものが登場する（偃師造人）。楊朱篇は楊朱についての貴重な資料でもある。
『漢書』芸文志には『列子』8巻が見える。現行本も8巻8篇（「天瑞」「黄帝」「周穆王」「仲尼」「湯問」「力命」「楊朱」「説符」）からなる
現行本は、『荘子』と重複する部分や仏教的な部分があり、後世の加筆、あるいは魏晋以降の偽書とする説が古来よりある。20世紀末以降、疑古批判の風潮のなかで、偽書説を否定する説も出されるようになったが、定説にはなっていない。
注釈書に張湛や林希逸の注がある。

### 構成
1. 卷第一 天瑞篇
天地の生成や摂理、人の運命（天命）などについて寓話を通じて語る。「杞憂」は杞の人が天が落ちてくることを憂うエピソードから来ている。
2. 卷第二 黃帝篇
黄帝を中心とした話を中心に、統治者のあるべき姿を語る。「朝三暮四」などのエピソードが見える。
3. 卷第三 周穆王篇
周の穆王（ぼくおう）の話を中心に、夢と現実、時間の問題などを語る。「邯鄲の夢」に通じる説話などが含まれている。
4. 卷第四 仲尼篇
仲尼、すなわち孔子を中心とした話を中心に、孔子の思想について批判を加えている。
5. 卷第五 湯問篇
夏の桀王と湯王の対話を中心に、宇宙の無限性や人知の限界について語る。「井の中の蛙」「大鵬の飛行」「愚公移山」といったエピソードが語られる。
6. 卷第六 力命篇
「力」すなわち努力と、「名」すなわち運命の関係や調和について語る。
7. 卷第七 楊朱篇
楊朱の個人主義思想に関して語る。
8. 卷第八 說符篇
列子と弟子との対話を含む様々な寓話を通じて、列子の思想を語る。「塞翁が馬」のエピソードが見える。

## 刊行書誌
- 『列子 上』小林勝人訳注、岩波書店〈岩波文庫〉、1987年1月。ISBN 4-00-332091-3。
- 『列子 下』小林勝人訳注、岩波書店〈岩波文庫〉、1987年4月。ISBN 4-00-332092-1。全訳注
- 『列子 1』福永光司訳注、平凡社〈東洋文庫 533〉、1991年5月。ISBN 4-582-80533-7。
  - 『列子 1』福永光司訳注、平凡社〈ワイド版東洋文庫 533〉、2008年9月。ISBN 978-4-256-80533-6。大判
- 『列子 2』福永光司訳注、平凡社〈東洋文庫 534〉、1991年6月。ISBN 4-582-80534-5。
  - 『列子 2』福永光司訳注、平凡社〈ワイド版東洋文庫 534〉、2008年9月。ISBN 978-4-256-80534-3。

※初刊は『老子・列子 ほか 中国古典文学大系 4』福永光司訳注、平凡社、1973年。ISBN 4-582-31204-7。
- 『列子』小林信明訳注、明治書院〈新釈漢文大系 22〉、1987年12月。ISBN 4-625-57022-0。詳細な全訳。
- 『列子』小林信明訳注、明治書院〈新書漢文大系 24〉、2004年6月。ISBN 4-625-66333-4。西林真紀子編、新書判
- 『列子』穴沢辰雄訳注、明徳出版社〈中国古典新書〉、1984年。ISBN 4-89619-228-1。
- 『老子・列子』大村益夫訳注、徳間書店〈中国の思想 6〉、1996年6月。ISBN 4-19-860498-3。(新版)　「老子」は奥平卓訳、徳間文庫で再刊（2008年、のち電子書籍化）
- 『全訳 列子』田中佩刀訳著、明徳出版社、2018年9月。ISBN 4-89619-859-X。